# Magyar nyelvre fordított enciklopédiák és kézikönyvek listája
Az alábbi lista időrendben megpróbálja összegyűjteni a jelentősebb tematikus magyar nyelvre fordított nyomtatott általános enciklopédiákat, enciklopédikus sorozatokat, kézikönyveket. Ezek alatt azokat általános vagy szakterületekkel foglalkozó, témakörüket alaposan kifejtő, gyakran fizikai méretükben és terjedelmükben is jelentős, nemritkán gazdag illusztrációs anyaggal rendelkező műveket érti, amelyek a könyvnyomtatás, de elsősorban a XIX. század óta magyar nyelven megjelentek – és témakörüket a lexikonokkal ellentétben nem betűrend, hanem tárgykör szerint tartalmazzák. (Több betűrendes gyűjtemény enciklopédia címmel jelent meg, ezeket a Magyar lexikonok listája tartalmazza.) Az önálló magyar alkotásokat a Magyar enciklopédiák és kézikönyvek listája tartalmazza.

## Általános enciklopédiák
| Szerző                                                                | Cím                                                                       | Megjelenési hely, kiadó              | Megjelenési idő | Elektronikus elérhetőség | Képek |
| --------------------------------------------------------------------- | ------------------------------------------------------------------------- | ------------------------------------ | --------------- | ------------------------ | ----- |
| (szerk.) Ian Crofton – Clive Carpenter – Sian Mills – Richard Milbank | Egyetemes Guinness Enciklopédia                                           | Budapest, Pannon Könyvkiadó          | 1992            | –                        |       |
| (szerk.) Yves Garnier – François Demay                                | Larousse Enciklopédia MEMO kötete. Általános képes tematikus enciklopédia | Budapest, Akadémiai Kiadó            | 1995            | –                        |       |
| (szerk.) Jonathan Bastable                                            | Tények tárháza – Nagyító alatt az egész világ                             | Budapest, Reader's Digest Kiadó Kft. | 2003            | –                        |       |

## Szakenciklopédiák, enciklopédikus igényességű kézikönyvek

### Ásványtan
| Szerző, szerkesztő       | Cím                                                              | Kötetszám | Kiadó                   | Megjelenési hely | Megjelenési idő | Megjegyzés, ISBN       | Elektronikus elérhetőség | Képek |
| ------------------------ | ---------------------------------------------------------------- | --------- | ----------------------- | ---------------- | --------------- | ---------------------- | ------------------------ | ----- |
| R. F. Symes              | Kristályok és drágakövek                                         | 1         | Park Könyvkiadó         | Budapest         | 2002            | ISBN 963-530-669-5     | –                        |       |
| R. F. Symes              | Kőzetek és ásványok. Kialakulásuk, fajtáik, felhasználásuk       | 1         | Park Könyvkiadó         | Budapest         | 2005            | ISBN 963-530-311-4     | –                        |       |
| Jirí Kourimsky           | Ásványok és kőzetek képes enciklopédiája                         | 1         | Új Ex Libris Könyvkiadó | Budapest         | 1998            | ISBN 963-9031-41-0     | –                        |       |
| Petr Korbel, Milan Novák | Ásványok enciklopédiája. A Föld több mint 600 ásványának leírása | 1         | Ventus Libro Kiadó      | Budapest         | 2006            | ISBN 963-9546-75-5     | –                        |       |
| John Farndon             | Kőzetek és ásványok képes enciklopédiája                         | 1         | Athenaeum 2000 Kiadó    | Budapest         | 2007            | ISBN 978-963-9615-87-8 | –                        |       |

### Biológia
| Szerző, szerkesztő                                | Cím                                                                     | Kötetszám | Kiadó               | Megjelenési hely | Megjelenési idő | Megjegyzés, ISBN       | Elektronikus elérhetőség | Képek |
| ------------------------------------------------- | ----------------------------------------------------------------------- | --------- | ------------------- | ---------------- | --------------- | ---------------------- | ------------------------ | ----- |
| Alfred Brehm                                      | Az állatok világa                                                       | 6         | Légrády Testvérek   | Budapest         | 1901–1907       | –                      | MEK                      |       |
| H. G. Wells – Julian Huxley – George Philip Wells | Az élet csodái                                                          | 3         | Pantheon-kiadás     | Budapest         | 1928            | –                      | –                        |       |
| Simon Tillier, Marie-Louise Bauchot, Roger Bour   | Az állatvilág enciklopédiája - A-tól Z-ig. Több mint 900 színes fénykép | 1         | Új Esély Kiadó Kft. | Budapest         | 1994            | ISBN 963-7828-55-9     | –                        |       |
| Bernhard Grzimek                                  | Emlősök enciklopédiája                                                  | 2         | Lutra Kerko Kft.    | Budapest         | 1994            | ISBN 963-7858-00-8     | –                        |       |
| Michael Chinery                                   | Az állatvilág nagy képes enciklopédiája                                 | 1         | Novum Kiadó Kft.    | Szeged           | 2000            | ISBN 963-9334-00-6     | –                        |       |
| (szerk.) Prof. Barry Cox                          | Dinoszauruszok és őslények képes enciklopédia                           | 5         | Egmont-Hungary Kft. | Budapest         | 2012            | ISBN 978-963-343-183-2 | –                        |       |

### Csillagászat
| Szerző, szerkesztő           | Cím                                            | Kötetszám | Kiadó                                       | Megjelenési hely | Megjelenési idő      | Megjegyzés, ISBN    | Elektronikus elérhetőség | Képek |
| ---------------------------- | ---------------------------------------------- | --------- | ------------------------------------------- | ---------------- | -------------------- | ------------------- | ------------------------ | ----- |
| Camille Flammarion           | Népszerű csillagászattan                       | 2         | Wilckens és Waidl Kiadóhivatala             | Budapest         | 1880                 | –                   | –                        |       |
| Newcomb                      | Népszerű csillagászat                          | 1         | Natura Könyvkiadó Vállalat                  | Budapest         | é. n. [1930-as évek] | –                   | –                        |       |
| Donald H. Menzel             | Csillagászat                                   | 1         | Gondolat Kiadó                              | Budapest         | 1979                 | ISBN 963-280-823-1  | –                        |       |
| Róbert Ceman, Eduard Pittich | A világegyetem                                 | 2         | Geobook Hungary Kiadói és Kereskedelmi Kft. | Szentendre       | 2003                 | ISBN 8-080-670-04-8 | –                        |       |
| Robin Kerrod                 | A világegyetem. Galaxisok, üstökösök, meteorok | 1         | Park Könyvkiadó                             | Budapest         | 2005                 | ISBN 963-530-002-6  | –                        |       |
| Robert Burnham               | Csillagászat                                   | 1         | Kossuth Kiadó                               | Budapest         | 2005                 | ISBN 963-09-4620-3  | –                        |       |
| Adriana Rigutti              | Csillagászat                                   | 1         | Napraforgó Könyvkiadó                       | Budapest         | 2006                 | ISBN 963-9626-79-1  | –                        |       |
| (szerk.) Martin Rees         | Univerzum. A világegyetem képes enciklopédiája | 1         | IKAR                                        | Budapest         | 2006                 | ISBN 963-967-800-7  | –                        |       |

### Ezotéria, misztika
| Szerző, szerkesztő                     | Cím | Kötetszám | Kiadó                                      | Megjelenési hely | Megjelenési idő    | Megjegyzés, ISBN       | Elektronikus elérhetőség | Képek |
| -------------------------------------- | --- | --------- | ------------------------------------------ | ---------------- | ------------------ | ---------------------- | ------------------------ | ----- |
| Alfred Lehmann                         | Babona és varázslat                                                                                                 | 2         | Királyi Magyar Természettudományi Társulat | Budapest         | 1900               | –                      | Leporollak.hu            |       |
| Judy Hall, David Peters, William Bloom | Elme, test, lélek enciklopédia. Útmutató a terápiákhoz, az ezoterikus bölcsességhez és a spirituális hagyományokhoz | 1         | Gabo Könyvkiadó                            | Budapest         | é. n. [2000 körül] | ISBN 978-963-689-367-5 | –                        |       |

### Fényképészet
| Szerző, szerkesztő | Cím | Kötetszám | Kiadó        | Megjelenési hely | Megjelenési idő | Megjegyzés, ISBN   | Elektronikus elérhetőség | Képek |
| ------------------ | --- | --------- | ------------ | ---------------- | --------------- | ------------------ | ------------------------ | ----- |
| John Freeman       | A fényképezés enciklopédiája - több mint 800 fényképpel és művészi fotóval/Hogyan készítsünk tökéletes képeket? | 1         | Glória Kiadó | Budapest         | 1998            | ISBN 963-7495-41-x | –                        |       |
| Tim Daly           | A digitális fényképezés enciklopédiája. Amit a képalkotásról és az utómunkákról tudni kell                      | 1         | Cser Kiadó   | Budapest         | 2005            | ISBN 963-956-093-6 | –                        |       |

### Filmművészet
| Szerző, szerkesztő                          | Cím                                                              | Kötetszám | Kiadó                        | Megjelenési hely | Megjelenési idő | Megjegyzés, ISBN       | Elektronikus elérhetőség | Képek |
| ------------------------------------------- | ---------------------------------------------------------------- | --------- | ---------------------------- | ---------------- | --------------- | ---------------------- | ------------------------ | ----- |
| (szerk.) Geoffrey Nowell-Smith              | Oxford Film Enciklopédia – A világ filmtörténetének kézikönyve   | 1         | Glória Kiadó                 | Budapest         | 1998            | ISBN 963-749-569-X     | –                        |       |
| több szerző; a szerkesztő nincs feltüntetve | Új Oxford filmenciklopédia – A világ filmtörténetének kézikönyve | 1         | Glória Kiadó                 | Budapest         | 2004            | ISBN 963-9283-71-1     | –                        |       |
| David Bordwell – Kristin Thompson           | A film története                                                 | 1         | Új Palatinus Könyvesház Kft. | Budapest         | 2007            | ISBN 978-963-9651-45-6 | –                        |       |

### Filozófia
| Szerző, szerkesztő                                                                        | Cím                                                | Kötetszám | Kiadó                    | Megjelenési hely | Megjelenési idő | Megjegyzés, ISBN       | Elektronikus elérhetőség | Képek |
| ----------------------------------------------------------------------------------------- | -------------------------------------------------- | --------- | ------------------------ | ---------------- | --------------- | ---------------------- | ------------------------ | ----- |
| Albert Stöckl                                                                             | A bölcselet története                              | 2         | az Érseki Lyceum kiadása | Eger             | 1882            | –                      | –                        |       |
| Wilhelm Jerusalem                                                                         | Bevezetés a filozófiába                            | 1         | Franklin Társulat        | Budapest         | 1916            | –                      | REAL-EOD                 |       |
| Julia Kristeva, Slavoj Zizek, Paul Sartre, Peter Singer, Héléne Cixous, Henry Odera Oruka | A filozófia nagykönyve. Minden, amit tudni érdemes | 1         | HVG Kiadó Zrt.           | Budapest         | 2017            | ISBN 978-963-304-463-6 | –                        |       |

### Földrajz
| Szerző, szerkesztő                                         | Cím                                                           | Kötetszám | Kiadó                      | Megjelenési hely | Megjelenési idő | Megjegyzés, ISBN       | Elektronikus elérhetőség | Képek |
| ---------------------------------------------------------- | ------------------------------------------------------------- | --------- | -------------------------- | ---------------- | --------------- | ---------------------- | ------------------------ | ----- |
| (szerk.) Miranda Bruce-Mitford, Hugh Poulton, John Russell | Etnikumok enciklopédiája                                      | 1         | Kossuth Könyvkiadó         | Budapest         | 1993            | ISBN 963-09-3620-8     | –                        |       |
| több szerző; a szerkesztő nincs feltüntetve                | Larousse – A természet enciklopédiája. Földünk, az élő bolygó | 1         | Glória Könyvkiadó          | Budapest         | 1993            | ISBN 963-7495-28-2     | –                        |       |
| Jane Chisholm, Felicity Brooks                             | A Föld enciklopédiája                                         | 1         | Novum Kiadó                | Szeged           | 2001            | ISBN 963-9334-04-9     | –                        |       |
| Sylvain Adnet – Jean-Paul Billon-Bruvat                    | A Föld csodálatos története – Az ősrobbanástól az emberig     | 1         | Reader's Digest Kiadó Kft. | Budapest         | 2004            | ISBN 963-8475-71-4     | –                        |       |
| Clive Gifford                                              | Novum Földrajzi Enciklopédia                                  | 1         | Novum Kiadó                | Szeged           | 2006            | ISBN 963-9334-96-0     | –                        |       |
| (szerk.) Újhelyi Péter                                     | A Föld enciklopédiája                                         | 1         | Kossuth Kiadó Zrt.         | Budapest         | 2010            | ISBN 978-963-09-6161-5 | –                        |       |

### Háztartástan
| Szerző, szerkesztő      | Cím                                                                            | Kötetszám | Kiadó                      | Megjelenési hely | Megjelenési idő | Megjegyzés, ISBN   | Elektronikus elérhetőség | Képek |
| ----------------------- | ------------------------------------------------------------------------------ | --------- | -------------------------- | ---------------- | --------------- | ------------------ | ------------------------ | ----- |
| (szerk.) Sandy Shepherd | Mindennapi mindentudó. Gyakorlati gondok, egyszerű trükkök, ötletes megoldások | 1         | Reader's Digest Kiadó Kft. | Budapest         | 1996            | ISBN 963-8475-07-2 | –                        |       |